# Rue Princesse
Rue Princesse è un film del 1993 diretto da Henri Duparc.

## Trama
Jean è un giovane appassionato di musica che si rifiuta di seguire le orme del padre, ricco proprietario industriale di Abidjan.
Contro la volontà di quest'ultimo, Jean si dimette dalla segheria a gestione familiare per unirsi ad un gruppo di musicisti di kora. Dopo un litigio con i genitori fugge, ritrovandosi in rue Princesse, strada del quartiere a luci rosse della città, dove incontra la prostituta Josie, subendo ben presto il suo fascino. È una donna intraprendente che gestisce il proprio corpo come una merce, senza proteggerlo con l'ausilio di contraccettivi. Sebbene la clientela appartenente all'alta società le permetta di guadagnare molto denaro, Josie si lascia convincere da Jean ad impiegare il proprio talento canoro nel suo gruppo musicale. Approfondendo la conoscenza, si rivela una donna onesta e intraprende con Jean una relazione sentimentale.

## Distribuzione
È stato distribuito in Francia il 31 agosto 1994 da Rezo Films.